# Damianos Verteidigung
|   | a | b | c | d | e | f | g | h |   |
| 8 |   |   |   |   |   |   |   |   | 8 |
| 7 |   |   |   |   |   |   |   |   | 7 |
| 6 |   |   |   |   |   |   |   |   | 6 |
| 5 |   |   |   |   |   |   |   |   | 5 |
| 4 |   |   |   |   |   |   |   |   | 4 |
| 3 |   |   |   |   |   |   |   |   | 3 |
| 2 |   |   |   |   |   |   |   |   | 2 |
| 1 |   |   |   |   |   |   |   |   | 1 |
|   | a | b | c | d | e | f | g | h |   |

Die Grundstellung von Damianos Verteidigung nach 2. … f7–f6
Damianos Verteidigung ist eine Eröffnung im Schach, die aus dem Königsspringerspiel hervorgeht. Sie ist fälschlicherweise nach dem portugiesischen Schachautor Pedro Damiano benannt, dessen Lehrbuch 1512 erschien. Die Ausgangsstellung der Eröffnung entsteht nach den Zügen
1. e2–e4 e7–e5

2. Sg1–f3 f7–f6.
In den ECO-Codes wird sie unter C40 klassifiziert.
Da diese Verteidigung des Bauern auf e5 allgemeinen Eröffnungsprinzipien widerspricht und zudem einen interessanten taktischen Schlag erlaubt, ist sie in der Meisterpraxis kaum anzutreffen.
Gemeinhin gilt die oberflächliche Zugfolge 3. Sf3xe5 f6xe5 4. Dd1–h5+ Ke8–e7 5. Dh5xe5+ Ke7–f7 6. Lf1–c4+ Kf7–g6 7. De5–f5+ Kg6–h6 8. d2–d4+ g7–g5 9. h2–h4 Kh6–g7 10. Df5–f7+ Kg7–h6 11. h4xg5# als Widerlegung, die von Greco um 1620 angegeben wurde.
Zäher ist der Vorstoß 6. … d7–d5, wonach Weiß jedoch mittels 7. Lc4xd5+ Kf7–g6 8. h2–h4 h7–h5 (oder 8. … h7–h6) 9. Ld5xb7 gewinnen kann. Raffinierter ist 4. … g7–g6 5. Dh5xe5+ Dd8–e7 6. De5xh8 Sg8–f6. Danach muss Weiß sorgsam spielen, damit seine Dame mittelfristig nicht in Gefahr gerät. Am besten zieht Schwarz vorsichtig 3. … Dd8–e7, wonach Weiß jedoch nach 4. Se5–f3 De7xe4+ 5. Lf1–e2 oder 4. … d7–d5 5. d2–d3 d5xe4 6. d3xe4 De7xe4+ 7. Lf1–e2 gewaltigen Entwicklungsvorsprung erhält und sich der Zug 2. … f7–f6 nicht nur als Tempoverlust, sondern auch als Schwächung der eigenen Position herausstellt. Die so exponierte Diagonale e8–h5 machte sich kurioserweise 1897 in Sankt Petersburg in einer Wettkampfpartie zwischen den Meisterspielern Schiffers und Tschigorin bemerkbar. Nach 1. e2–e4 e7–e5 2. Sg1–f3 f7–f6 3. Sf3xe5 Dd8–e7 4. Se5–f3 d7–d5 5. d2–d3 d5xe4 6. d3xe4 De7xe4+ 7. Lf1–e2 Sb8–c6 8. 0–0 Lc8–d7 9. Sb1–c3 De4–g6 10. Sf3–e5 Sc6xe5 11. Le2–h5 verlor Tschigorin zunächst seine Dame gegen zwei Leichtfiguren. In der Folge konnte er wegen des schwachen Spiels seines Gegners das Blatt wenden und eine Gewinnstellung erreichen. Nachdem Tschigorin es jedoch versäumte, ein Matt in sechs Zügen zu geben, endete die wechselhafte Partie schließlich unentschieden.
Wenn Weiß den obigen taktischen Komplikationen nach 3. Sf3xe5 ausweichen möchte, kann er einfach 3. Lf1–c4, 3. d2–d4 oder 3. Sb1–c3 spielen, was ebenfalls einen klaren Eröffnungsvorteil verspricht.
Der mehr als fragwürdige Bauernzug 2. … f7–f6 wurde weder von Damiano ersonnen, noch hat er diesen Zug empfohlen. Tatsächlich findet man die sogenannte Damiano-Verteidigung bereits in dem fünfzehn Jahre älteren Werk von Lucena. Das dort vorgestellte Partiefragment wurde von Schachhistorikern gelegentlich als Demonstration der Wirkungskraft des mit dem neuen Schach wesentlich mächtiger gewordenen Läufers und vor allem der Dame bezeichnet. Nach den mittelalterlichen Schachregeln war die Deckung des e-Bauern durch den f-Bauern kaum zu bemängeln.
Im Werk von Lucena steht im Wesentlichen schon die Widerlegung der Verteidigung nach 3 . … f6xe5, wobei der Angriff nach 6. … d7–d5 mit 7. Lc4xd5+ Kf7–g6 8. De5–g3+ (anstelle von Damianos überzeugender Verstärkung 8. h2–h4) 8. … Dd8–g5 9. Dg3xc7 fortgesetzt wird.
Auf diese Tatsache haben bereits Schachhistoriker im 19. Jahrhundert hingewiesen, jedoch haben sie sich bis heute nicht durchsetzen können. Damianos Verdienst besteht darin, dass er Lucenas Variante, die Weiß ebenfalls großen Vorteil gibt, entscheidend verstärkt hat.